# Телецентр (станция монорельса)
«Телеце́нтр» — закрытая станция Московского монорельса. Располагается между станциями «Улица Милашенкова» и «Улица Академика Королёва». Находится на территории Останкинского района Северо-Восточного административного округа города Москвы.

## История
20 ноября 2004 года линия монорельса начала работать в «экскурсионном режиме» и перевезла первых пассажиров (ранее запуск трассы планировался на 2003 год). На линии работало 2 состава, интервал движения — 30 минут, время работы — с 10:00 до 16:00, посадка осуществлялась только на станции «Улица Сергея Эйзенштейна», выход на любой станции. Линия монорельса официально считалась «экспериментальной».
Для входа станцию открыли в 2005 году.
С 10 января 2008 года по 22 января 2017 года Московский монорельс работал в режиме городского общественного транспорта, станция была открыта для входа и выхода пассажиров с 6:50 до 23:00.
С 23 января 2017 года с возвращением экскурсионного режима станция открывалась для пассажиров с 7:50 до 20:00.
Закрыта вместе со всеми станциями монорельса вечером 27 июня 2025 года.

## Вестибюли и пересадки
Располагалась между главным входом в Телецентр и Останкинским прудом.
Недалеко от станции находится о.п. Останкино ОЖД.

## Станция в цифрах
- Код станции — 202.
- Станция открывалась в 7 часов 50 минут и закрывалась для входа пассажиров в 20 часов 00 минут[2].

## Техническая характеристика
Станция обладала самой широкой платформой на Московском монорельсе.

## Наземный общественный транспорт
На этой станции можно пересесть на следующие маршруты городского пассажирского транспорта:

## Фотографии
| - Платформа, вид в сторону Улицы Академика Королёва - Торцевая часть платформы с эскалаторами - Табличка с указателем направлений - Табличка с названием станции - Поезд на станции - Поезд на фоне Останкинской телебашни отправляется со станции - Поезд отъезжает от станции |